# 第二学士学位
中華人民共和國的学位分为四种，学士学位、第二学士学位、硕士学位、博士学位，第二学士学位指在获得学士学位的之后，再在不同学科门类中学修另外一门学位，一般为二年学制。第二学士学位其地位介于硕士学位之间。

## 历史
1984年，中華人民共和國有少数高等学校開始設立第二学士学位班，後逐步推廣。鼎盛時期中華人民共和國有130多所学校开设第二学士学位专业课程。
2019年7月9日，国务院学位委员会第三十五次会议审议通过并下发《学士学位授权与授予管理办法》，其中规定学位授予单位不再招收第二学士学位生。该办法设置三年过渡期。
2020年5月28日，教育部办公厅发出《关于在普通高校继续开展第二学士学位教育的通知》，再次开启第二学士学位教育。